# Homer horolezcem
Homer horolezcem (v anglickém originále King of the Hill) je 23. díl 9. řady (celkem 201.) amerického animovaného seriálu Simpsonovi. Scénář napsal John Swartzwelder a díl režíroval Steven Dean Moore. V USA měl premiéru dne 3. května 1998 na stanici Fox Broadcasting Company a v Česku byl poprvé vysílán 4. dubna 2000 na stanici ČT1.

## Děj
Poté, co Homer kvůli své obezitě ztrapní Barta na církevním pikniku, se pokusí zhubnout a začne chodit v noci běhat po městě. Brzy objeví Power Sauce, energetickou tyčinku z jablek, kterou začne pravidelně jíst. 
V posilovně se Homer seznámí s Rainierem Wolfcastlem, který se stane jeho fitness trenérem. Za dva měsíce je Homer zdravější, svalnatější a prozradí své rodině, co dělal. V posilovně požádají Rainiera dva zástupci společnosti Power Sauce, aby v rámci reklamního triku vylezl na vrchol nejvyšší hory Springfieldu nazvané Skála smrti. Když odmítne, Bart naléhá na Homera, aby to udělal. 
Přestože mu děda vypráví o tom, jak ho během výstupu na Skálu smrti zradil přítel C. W. McAllister, Homer souhlasí. Během cesty mu pomáhají dva šerpové, ale vyhodí je poté, co se jednou v noci probudí a zjistí, že ho tajně táhnou nahoru. 
Hora se ukáže být pro Homera příliš zrádná a vysoká, a tak se ukryje v jeskyni. V ní najde McAllisterovo zmrzlé tělo a důkaz, že to byl děda, kdo ho zradil. Příliš unavený a zahanbený, než aby mohl pokračovat, Homer zapíchne stožár na římsu, strhne vlajku Power Sauce a přiváže k ní svou vlastní provizorní bílou vlajku. Následná prasklina zřítí zbytek hory a místo, na kterém se právě Homer nachází, se stane vrcholem. Pyšný Homer použije McAllisterovo tělo k tomu, aby se na něm jako na sáňkách dostal dolů, kde ho přivítá dav obyvatel Springfieldu.

## Produkce
Epizodu navrhl a napsal John Swartzwelder. Scenáristé museli najít nový úhel pohledu na Homerovy problémy s váhou, protože tento nápad byl již několikrát použit. To bylo v této epizodě zdůrazněno, když se zdá, že Marge nezajímá, že se Homer bude znovu snažit zhubnout.
Ve scénách, kde mluvili šerpové, si štáb seriálu dal práci s hledáním překladů. Původně byli osloveni producenti filmové adaptace knihy Peklo blízko nebe: osobní výpověď přímého účastníka tragédie na Mount Everestu, aby pomohli. Producenti epizody byli šokováni námahou, kterou si štáb Simpsonových dal, a odpověděli, že si překlady ve filmu jednoduše vymysleli. Štáb se pak musel telefonicky poradit s různými odborníky.
S nápadem, aby se horní část hory zřítila a Homer se ocitl na vrcholu, přišel bratr Mikea Scullyho Brian poté, co štáb „zoufale potřeboval nějakou cestu ven“.

## Kulturní odkazy
Anglický název Skály smrti, hory, na kterou musí Homer vylézt, je Murderhorn, což je odkaz na horu Matterhorn, která se nachází ve Švýcarských Alpách. Název epizody je odkazem na seriál stanice Fox Tatík Hill a spol. (anglicky King of the Hill).

## Přijetí
V původním vysílání skončil díl v týdnu od 27. dubna do 4. května 1998 na 23. místě ve sledovanosti s ratingem 9,4, což odpovídá přibližně 9,2 milionu domácností. Byl to čtvrtý nejlépe hodnocený pořad na stanici Fox v tomto týdnu, po seriálech Akta X, Tatík Hill a spol. a Ally McBealová.
Autoři knihy I Can't Believe It's a Bigger and Better Updated Unofficial Simpsons Guide, Warren Martyn a Adrian Wood, k epizodě uvedli: „Homer ve snaze zapůsobit na Barta podnikne nebezpečné dobrodružství a úspěšně z něj vyjde. Je to hezké, protože se Homerovi pro jednou, podle všeho, skutečně něco povede.“